# Sonia Chironi
Sonia Chironi, née le 2 avril 1979, est une journaliste française de radio et de télévision.

## Biographie

### Formation et début de carrière
Diplômée de l'Institut d'études politiques de Lyon et du Centre de formation des journalistes de Paris après une licence de droit à l'université Paris-X[réf. souhaitée], Sonia Chironi a débuté comme stagiaire pour les quotidiens Sud Ouest et France-Soir, sur la chaîne d'information en continu LCI et la radio locale France Bleu Azur, avant de devenir pigiste pour France Info.

### Carrière à la radio
En 2005, elle remporte le prix Charles-Lescaut, décerné chaque année par Radio France internationale à un(e) journaliste débutant(e), et rejoint la station. En juin 2006, elle devient correspondante de RTL et à i>Télé à Jérusalem et couvre notamment le conflit israélo-libanais de 2006.
Durant les mois d'août 2021, 2022 et 2023, elle présente le magazine culturel Un Monde Nouveau sur France Inter chaque jour de 18 heures à 19 heures.

### Carrière à la télévision
En juin 2007, elle rejoint la rédaction parisienne de la chaîne d'information en continu i>Télé, filiale du groupe Canal+, où elle présente des journaux[réf. souhaitée]. Au cours de l'été 2008, elle anime avec Thomas Joubert Matin info qui remplaçait La Matinale sur Canal+.

#### Sur i>Télé (2008-2016)
À partir de septembre 2008 et le lancement de la nouvelle formule d'i>Télé, elle présente les journaux du lundi au vendredi de 6 heures à 10 heures au sein de la matinale présentée par Laurent Bazin. En janvier 2009, Thomas Thouroude et Laurie Desorgher reprennent la matinale en semaine et Sonia Chironi est responsable des journaux de l'après-midi, du lundi au vendredi de 15 heures à 18 heures[réf. souhaitée]. Elle assure parfois des remplacements au sein de la tranche 18 heures-20 heures ou 22 heures-minuit.
À partir de septembre 2009, toujours sur i>Télé, elle présente du lundi au vendredi les journaux de la tranche 18 heures-20 heures animée par Audrey Pulvar.
À partir de septembre 2010, elle présente en fin d'après-midi une nouvelle tranche entre 17 heures et 19 heures (puis entre 17 heures et 20 heures à partir de novembre 2010 et la suspension de l'émission d'Audrey Pulvar) en duo avec Julian Bugier et avec la participation de Robert Ménard.
En septembre 2011, elle reprend la présentation de la tranche entre 22 h 30 et 0 h 30, La grande édition, avec Victor Robert,. À partir de fin août 2012, elle présente, toujours sur I>Télé, La grande édition le vendredi soir et Info Soir, les samedis et dimanches soir à partir de 20 heures, avec Antoine Genton venu de RFI.
En septembre 2013, elle présente La Newsroom de midi à 14 heures.
Entre 2014 et 2016, elle intervient parfois en remplacement sur la chaîne D8.
De la rentrée 2015 à septembre 2016, elle présente avec Adrien Borne Le Duo de l'Info sur I-Télé de 10 heures à 13 heures. À partir de septembre 2016, elle présente, toujours avec Adrien Borne La Matinale Week-End sur I-Télé de 7 heures à 10 heures, tous les deux quittent la chaîne le 25 novembre 2016 à la suite d'une grève de 31 jours dans la chaîne. En janvier 2017, elle rejoint France Ô, ainsi que Explicite avec une partie de ses collègues démissionnaires d'I-Télé.
En 2016, elle apparaît dans son propre rôle de journaliste dans la série Marseille.
Elle quitte iTélé à la suite d'une grève inédite de trente et un jours pour fonder, avec d'autres journalistes de la chaine, Explicite, un nouveau média disponible exclusivement sur les réseaux sociaux.

#### Depuis 2017 (France Télévisions, Arte et LCI)
Entre 2017 et 2020, elle assure une semaine par mois la présentation, sur France Ô et le Réseau Outre-Mer première, de l'émission Les Témoins d’Outre-mer.
Depuis 2019, elle fait partie de l'équipe d’intervieweurs du magazine 28 minutes diffusé sur Arte.
Durant la saison 2020-2021, elle coprésente l'émission Le Point des idées, diffusée sur LCI le vendredi à 21 heures.
À la rentrée 2023, elle rejoint la chaine de télévision France Info où elle présente le 19/20 info qui deviendra à la rentrée 2024 Autrement dit
Au cours de l'été 2024, elle présente le journal de 13 heures sur France 2 et le journal de 20 heures le week-end du 30 août 2024, en direct de la place de l’Étoile pour les Jeux paralympiques de Paris 2024.
En novembre 2024, elle est officiellement nommée joker des journaux télévisés de 20 heures week-end de France 2 et remplace Laurent Delahousse lors de ses congés.
Après le départ d’Anne-Sophie Lapix,  elle présente, depuis le 30 juin 2025, le journal de 20 heures de France 2, avant l’arrivée programmée de Léa Salamé en septembre.